# Prithvi Narayan Shah
Prithvi Narayan Shah (nepali: पृथ्वी नारायण शाह), født 1722 og død 1775, var grundlægger af det moderne Nepal. Han var konge af Gorkha fra 1743 og over det samlede Nepal fra 1768 og indtil sin død. Prithvi blev dermed grundlægger af Shah-dynastiet, der regerede Nepal indtil Gyanendra Bir Bikram Shah Dev blev afsat, monarkiet afskaffet og Nepal udråbt som republik i 2008
Prithvi overtog tronen i det lille kongerige Gorkha i 1743 efter sin far Nara Bhupal Shah, der med en blanding af diplomatisk list og snilde havde forsøgt at underlægge sig eller alliere sig med en række af de mange små kongedømmer og prinsestater, Nepal på dette tidspunkt var opdelt i. Prithvi fuldendte projektet gennem en udbredt anvendelse af militær magt og snilde og han indtog Nepaldalen (der i dag hedder Kathmandudalen) i 1768, hvorefter grundlæggelsen af det moderne Nepal anses som en realitet.